# Зареський
Зареський (рос. Заресский) — село в Юхновському районі Калузької області Російської Федерації.
Населення становить 75 осіб. Входить до складу муніципального утворення Присілок Риляки.

## Історія
Від 2004 року входить до складу муніципального утворення Присілок Риляки

## Населення
| 2002 | 2010 |
| ---- | ---- |
| 80   | ↘75  |